# Micropterix maschukella
Micropterix maschukella és una espècie d'arna de la família Micropterigidae. Va ser descrita per Alphéraky, l'any 1870.
És una espècie endèmica d'Armènia i la Península de Crimea.
Té una envergadura de 6.8-8 mm pels mascles i de 7.3-9.4 mm les femelles.